# Walter Centeno
Walter „Paté” Centeno Corea (ur. 6 października 1974 w Palmar Sur) – kostarykański piłkarz występujący na pozycji pomocnika, trener piłkarski.
Występował w Deportivo Saprissa, AD Belén, AEK-u Ateny oraz Bayamón FC. W reprezentacji Kostaryki zadebiutował 27 września 1995 roku w spotkaniu przeciwko Jamajce. Uczestniczył między innymi w Copa América 2001, Mistrzostwach Świata 2002, Copa América 2004 oraz Mistrzostwach Świata 2006. Dla drużyny narodowej rozegrał 137 meczów.